# Young Oldfield

Young Oldfield est un court métrage américain muet en noir et blanc réalisé par Leo McCarey et sorti en 1924.

## Synopsis
Jimmy a toujours été un fou de pari sur les courses de chevaux, mais il doit maintenant payer une hypothèque avant midi, sinon il ne sera plus propriétaire de sa boutique.

## Fiche technique
- Réalisation : Leo McCarey
- Production : Hal Roach
- Durée : 12 minutes
- Genre : comédie
- Date de sortie :
  - États-Unis :22 juin 1924

## Distribution
- Charley Chase : Jimmy
- Emma Tansey : la mère de Jimmy
- Marie Mosquini : Talky Ann
- Joe Cobb
- Barney Oldfield
- Willis Marks
- Noah Young